# پل بیتوک
پل بیتوک (انگلیسی: Paul Bitok؛ زادهٔ ۲۶ ژوئن ۱۹۷۰) دونده دو استقامت، و ورزشکار دو و میدانی اهل کنیا است.